# John B
John B, de son vrai nom John Bryn Williams, né le 12 juillet 1977 à Maidenhead, Berkshire, Angleterre, est un DJ anglais et producteur de musique électronique. Il est largement reconnu[Qui ?] pour ses vêtements excentriques, ses coupes de cheveux et sa production de plusieurs morceaux de drum and bass d'avant-garde. 
John B est classé au 76e rang du sondage annuel 2010 du Top 100 DJs de DJ Magazine (27 octobre 2010). 

## Carrière
Williams commence à produire de la musique à l'âge de 14 ans et devient le chef du label de disques de drum and bass Beta Recordings, avec ses sous-labels plus spécialisés, Nu Electro, Tangent et Chihuahua. Il sort des disques sur Formation Records, Metalheadz et Planet Mu. 
Williams se classe 1er DJ de drum and bass dans le top 100 des DJMags 2009 et no 92 sur la liste des DJs (3 octobre 2009). 

## Style
Bien que sa marque de fabrique évolue au fil des ans, elle implique généralement des voix féminines et des synthés de type trance (style baptisé trance and bass, trancestep et futurestep par les auditeurs). Sa plus récente évolution consiste en la fusion des années 80 entre électro et drum and bass, influencée par l'électroclash, baptisée electrostep. Au début des années 2002 ce style semblait étrange et comique à certains membres de la communauté de drum and bass. Cependant, cette décision a permis à John de faire avancer son style de drum and bass. Il touche au darkstep, jazzstep et divers autres styles. En tant que DJ, il est connu pour jouer du drum and bass et de l'électro house, parfois avec d'autres genres tels que le disco et le rock, dans les mêmes Djsets. 

## Discographie
- Visions (1997)
- Catalyst (1999)
- Future Reference (2001)
- Brainstorm (2002)
- Mercury Skies (2003)
- In: transit (2004)
- American Girls (2004)
- Electrostep (2006)
- To Russia With Love (2008) (MixCD)
- Light Speed (2012)